# San Marino en los Juegos Olímpicos de México 1968
San Marino estuvo representado en los Juegos Olímpicos de México 1968 por cuatro deportistas masculinos que compitieron en dos deportes.
El equipo olímpico sanmarinense no obtuvo ninguna medalla en estos Juegos.